# Paku Alam V
Paku Alam V (ook: Pakoe Alam V) was vanaf 1878 de zelfregerende vorst van Pakualaman, een vorstendom op centraal Java in Indonesië. Hij volgde zijn vader Paku Alam IV op als de pakualam. De vorst was vazal van Yogyakarta en indirect van Nederland. De heersers van de zelfregerende vorstendommen Surakarta, Yogyakarta, Mangkunegaran en Pakualaman hadden een hoge status. . De volledige titel van de vorst was Kanjeng Gusti Pangeran Adipati Arya Paku Alam V.
Paku Alam V was de laatste van de vorsten van de Pakualaman die nog een eigen leger met een cavalerie-eenheid bezat. In 1892 werd het leger ontbonden. Er bleef alleen een paleiswacht voor de kraton over.